# Sycorax trispinosa
Sycorax trispinosa är en tvåvingeart som beskrevs av Young 1979. Sycorax trispinosa ingår i släktet Sycorax och familjen fjärilsmyggor.
Artens utbredningsområde är Colombia. Inga underarter finns listade i Catalogue of Life.